# 광주 반씨
광주 반씨(光州潘氏)는 광주광역시를 본관으로 하는 한국의 성씨이다.

## 역사
거제 반씨(巨濟潘氏) 시조 반부(潘阜)는 남송(南宋) 이종(理宗) 때 문과에 장원하여 한림학사(翰林學士)를 거쳐 이부상서(吏部尙書)를 지냈다. 그는 몽골 정벌을 간청하였으나 가사도(賈似道)가 그를 미워하여 몽골에 사신으로 보내 은밀히 죽이게 하였다. 원(元)의 세조(世祖)는 문무를 겸비한 그의 재주를 보고 죽이지 않고 벼슬을 내려 부하로 삼으려 하였으나, 그는 사양하였다. 그 무렵 고려 충렬왕이 세자로 몽골에 있었는데 그의 충의를 높이 사 입몽한 밀직부사 김방경(金方慶)에게 그를 고려로 데려가라고 부탁하였다. 그리하여 그는 뒤에 충렬왕비가 된 제국대장공주(齊國大長公主)를 따라 고려로 오게 되었다. 원종과 충렬왕 때 정당문학(政堂文學)을 지내고, 명장(名將) 김방경을 따라 일본정벌에 공을 세워 시중(侍中)에 오르고 기성부원군(岐城府院君)에 봉해졌다.
반부의 7세손인 반충(潘忠)이 정헌대부 및 공조전서를 역임하고, 이성계가 조선을 건국한 1392년(태조 1)에 개국원종공신에 녹훈(錄勳)되었고, 해양군(海陽君) 광주백(光州伯)에 봉군되면서 광주 반씨로 분파되었다. 반충(潘忠)은 자(字)는 평중(平重) 또는 공직(公直)이며, 시호는 문헌(文憲)이다.
반충(潘忠)의 증손자 반서린(潘瑞麟)의 아들인 반석평(潘碩枰)이 1507년(중종 2) 문과에 급제한 후 한성부판윤, 형조판서 등을 역임하고 지중추부사에 이르렀다.

## 본관
광주(光州)는 대한민국 서남부에 있는 광역시의 지명이다. 본래 백제의 무진주(武珍州)이다. 통일신라에서 도독(都督)을 두었으며 757년(경덕왕 16) 무주(武州)로 고쳤다. 892년(진성여왕 6)에는 견훤(甄萱)이 후백제를 세워 도읍을 정하기도 하였으나, 940년(고려 태조 23) 왕건이 후백제를 정벌하고 군현을 정비하면서 무진주를 광주(光州)로 개편하고 도독부를 두었다. 995년(성종 14) 관제개혁 때 해양현(海陽縣)이라 불렀고 1259년(고종 46) 기주(冀州)라 고쳤다가 1275년(충렬왕 1) 다시 무주로 개칭하였다. 1310년(충선왕 2)에 화평부(化平府)로, 1362년(공민왕 11)에는 무진부(武珍府)로, 1373년(공민왕 22)에 이르러 광주목(光州牧)으로 개편되었다. 1430년(세종 12) 무진군으로 강등되었다가 1451년(문종 1)에 다시 광주목이 되고, 1489년(성종 20)에는 광주현으로 격하되었다가 1501년(연산군 7) 광주목으로 환원되었다. 1624년(인조 2)에는 광산현(光山縣)으로 편입되었다가 1634년에 다시 광주목으로 독립하였다.
1454년(단종 2)에 완성된 『세종실록지리지』에 전라도 장흥도호부 무진군의 토성(土姓)으로 탁(卓)·이(李)·김(金)·채(蔡)·노(盧)·장(張)·정(鄭)·박(朴)·진(陳)·허(許)·반(潘)·성(成)·승(承) 13성이 기록되어 있다.
1895년(고종 32) 나주부(羅州府)의 광주군(光州郡)이 되었다가, 1896년 13도제 실시로 전라남도의 도청 소재지가 되었다. 1935년 광주읍(光州邑)이 부(府)로 승격되었고, 광주군은 광산군(光山郡)이 되었다. 1949년 광주시가 되고, 1986년 광주직할시로 승격되었다. 1988년에는 송정시와 광산군을 흡수하여 광산구를 신설하였고, 1995년 광주광역시로 개편되었다.

## 인물
- 반석평(潘碩枰, 1472년 ~ 1540년) : 1507년(중종 2년) 문과에 급제하여 팔도의 관찰사(觀察使)를 모두 지내고,[4] 공조판서(工曹判書)와 형조판서(刑曹判書)에 올랐다. 시호는 장절(壯節)이다.[5]
- 반석권(潘碩權, 1477년 ~ ?) : 반석평의 아우. 1507년(중종 2) 진사에 합격하였고, 1540년(중종 35) 율봉찰방에 제수되었다. 1545년(인종 1) 사온직장, 1547년(명종 2) 내자시주부를 지내고, 영춘현감(永春縣監) 때 선정을 베풀어 거사비(去思碑)가 세워졌다. 1552년(명종 7)에 선공감주부(繕工監主簿)에 제수되었으나 사양하고 충청도 음성으로 입향하였다. 1560년(명종 15)에 노직(老職)으로 통정대부(通政大夫)에 품계되었다.
- 반인후(潘仁後, 1555년 ~ ?) : 반석권의 손자. 선무랑(宣務郞) 반사렴(潘士濂)의 아들. 1591년(선조 24)에 생원시에 합격하였고, 임진왜란이 일어나자 의병을 일으켜 전공을 세웠으며, 호조정랑, 군자감첨정을 지냈다.
- 반윤기(潘潤沂, 1617년 ~ ?) : 반명익의 아들. 자는 도원(道源). 1646년(인조 24년) 생원시에 합격하고, 1648년(인조 26) 식년 문과에 급제하여 형조정랑(刑曹正郞)을 역임하였다.
- 반윤위(潘尹衛, 1629년 ~ ?) : 반진수의 아들. 1690년(숙종 16) 식년 문과에 급제하여 성균관 전적(典籍)을 지내고, 1691년 제주교수(濟州敎授)를 거쳐 1696년 유곡찰방(幽谷察訪)이 되었다.
- 반몽열(潘夢說) : 봉사(奉事) 반계조(潘繼祖)의 아들. 옥구(沃溝) 출신. 효종 2년(1651년) 별시(別試) 무과에 급제.
- 반계영(潘啓榮, 1642년 ~ ?) : 통훈대부(通訓大夫) 반윤기의 아들. 자는 중실(仲實). 1678년(숙종 4년) 진사시 합격.
- 반최영(潘最榮, 1654년 ~ ?) : 반계영의 동생. 음성(陰城) 출신. 자는 계실(季實). 1690년(숙종 16) 생원시 합격.
- 반영래(潘榮來, 1654년 ~ ?) : 유학 반윤하(潘尹夏)의 아들. 전주(全州) 출신. 자는 인백(仁伯). 1690년(숙종 16) 생원시 합격.
- 반주석(潘舟錫, 1670년 ~ ?) : 진사 반계영의 아들. 음성(陰城) 출신. 1690년(숙종 16) 생원시 합격.
- 반기문(潘基文, 1944년 ~ ) : 반석평(潘碩枰)의 16세손. 제8대 UN 사무총장.

## 인구
- 1985년 1,312가구 5,416명
- 2000년 2,031가구 6,660명
- 2015년 10,254명 (남 5,110명 + 녀 5,144명)

## 집성촌
- 충청북도 음성군 원남면 보천리, 상당리
- 전라북도 군산시 옥산면
- 충청북도 괴산군 괴산읍

## 같이 보기
- 거제 반씨
- 남평 반씨